# Löschen (Informatik)
Löschen steht in der Informatik für unterschiedliche Verfahren, Daten zu entfernen/eliminieren.

## Varianten
Das Löschen von Daten lässt sich u. a. danach unterscheiden, welche Objekte gelöscht werden und danach, wie gelöscht wird. Beispiele:
- Bei der Textverarbeitung und der Textbearbeitung allgemein können beliebige Teile des Textes (einzelne Zeichen, Wörter,  Zeilen, Abschnitte, Formatierungen, Grafikobjekte …) entfernt werden; siehe Entfernen (Taste) und Backspace
- Aus Datenbeständen und Datenbanken können Datensätze über die in Computerprogrammen vorgesehenen Datenaktionen gelöscht (‚delete‘) werden – neben dem Anlegen (create), Lesen (read) und Ändern (update). Siehe auch Update (Datenbank).
- Entfernen von Dateien oder Verzeichnissen, siehe Löschen (Datei).
- Löschen bei ‚Solid-State-Disks‘ (SSD), siehe Solid-State-Drive#Sicheres Löschen
- Löschen eines Dateisystems: Wird unter Windows auch Formatieren genannt. Meistens wird ein Dateisystem nicht tatsächlich gelöscht, sondern nur erneut angelegt. Siehe auch Dateisystem sowie Liste von Dateisystemen, u. a. den Abschnitt Dateisystem#Besonderheiten.
  - bei Windows inzwischen diskpart clean all[1] usw.,
  - bei unixoiden Systemen u. a. dd
- Magnetisch gespeicherte analoge Signale lassen sich mit einem Löschkopf zerstören und damit unlesbar machen.